# Prima che la notte
Prima che la notte è un film TV del 2018, diretto da Daniele Vicari.
Il film racconta la storia di Pippo Fava, giornalista ucciso da Cosa nostra il 5 gennaio 1984. Venne trasmesso in prima visione su Rai 1 il 23 maggio 2018, per poi essere replicato su Rai 3 il 5 gennaio 2019, in occasione del 35º anniversario dell'uccisione di Fava.

## Trama
Il giornalista siciliano Giuseppe Fava, torna a Catania dopo un periodo di soggiorno a Roma, dove stava lavorando a diverse opere teatrali e cinematografiche. La sua idea è aprire una nuova testata giornalistica, libera e diretta, per denunciare l'illegalità e la corruzione. Per la creazione del giornale, dopo una difficile ricerca, Giuseppe mette assieme un gruppo di giovani giornalisti, tra i quali figura suo figlio Claudio. La testata viene chiamata "Giornale del Mezzogiorno", e racconta senza censure tutto quello che avviene nel catanese. In seguito a diverse sparatorie, il giornale di Giuseppe e dei suoi ragazzi inizia ad occuparsi da vicino della mafia e dei suoi movimenti,  in particolare quelli del boss Santapaola, che viene spesso citato in prima pagina, insieme ai nomi dei suoi collaboratori. Nonostante le intimidazioni della criminalità e le incomprensioni con l'editore, Giuseppe riesce a vendere molte copie, ma ben presto, l'editore, colluso con gli ambienti mafiosi catanesi, lo licenzia. I suoi giornalisti occupano per protesta la redazione alcuni giorni, ma alla fine sono costretti ad arrendersi. Giuseppe Fava non si dà per vinto, e convince i suoi ragazzi ad aprire un nuovo giornale autofinanziato, creando una cooperativa, in modo da poter continuare a raccontare a tutti cos'è la mafia e come si muove. Nonostante le difficoltà economiche, il nuovo giornale, chiamato "I Siciliani", ha un enorme successo e la redazione si fa sempre più attiva nella realizzazione di cocenti articoli su mafia, politica e corruzione. Diversi imprenditori catanesi, in affari con i Santapaola , tentano di convincere Giuseppe ad abbandonare il suo giornale, offrendogli persino del denaro. Ma Giuseppe, che non vuole piegarsi ai ricatti, rifiuta. La situazione si fa sempre più tesa: da un lato il giornale, senza pubblicità, rischia la chiusura, e tra i ragazzi scoppiano diverbi. Giuseppe, nonostante tutto, riesce a farsi pignorare la casa, pur di ricavare del denaro e continuare a stampare. Una sera però, appena uscito dalla redazione, viene raggiunto da un'auto che lo stava pedinando e freddato con diverse revolverate. La sua improvvisa morte lascia tutti nello sconforto più totale, ma il gruppo di giornalisti, guidati dal figlio Claudio riprende il lavoro. Le indagini sulla sua morte vengono deviate addirittura su una pista passionale, ma successivamente la realtà viene a galla, e diversi imprenditori collusi con la famiglia Santapaola vengono arrestati e condannati.